# Istočnofrizijski jezik
Istočnofrizijski jezik jedan je od jezika frizijske skupine. Jedini živući dijalekt je saterlandski frizijski, kojim se govori u Saterlandu u Njemačkoj. Zabilježena su dva dijalekta, većinom izumrla: emski i weserski.
Weserski je dijalekt uključivao wurstenski i wangerooški dijalekt, a izumro je u 20. stoljeću. Emski dijalekt uključuje saterlandski frizijski te je time jedini preživjeli s tek nekoliko tisuća odraslih materinskih govornika.

## Staroistočnofrizijski
Staroistočnofrizijskim jezikom se govorilo u Istočnoj Friziji, regiji između danas nizozemske rijeke Lauwers i njemačke rijeke Weser. Područje je također uključivalo dva manja okruga na istočnoj obali Wesera, mjesta Wursten i Würden. Sam jezik se dijelio na dvije skupine dijalekata: weserske frizijske na istoku te emske frizijske dijalekte na zapadnim područjima. Tijekom vremena, dijalekte staroistočnofrizijskoga iskorijenili su okolni donjonjemački dijalekti.